# Tank Mark IV
Tank Mark IV var den första stridsvagnen som använts på bred front i krig. Det var en vidareutveckling av stridsvagnen Tank Mark I som ett försök att bryta dödläget i skyttegravskriget på västfronten under första världskriget, specifikt i slaget vid Somme. Under slaget vid Cambrai var Tank Mark IV en stor framgång, och även om striden i sig inte var lika framgångsrik visade den stridsvagnens stora potential.

## Bakgrund
Striderna vid slaget vid Somme hade bevisat att skyttegravskrigföringen var ineffektiv och kostsam. Strategin var defensivt präglad och byggde på ett starkt försvar med taggtråd och väl försvarade skyttegravar. Detta ledde till att anfall ofta blev svåra att utföra, riskabla och med stor mängd offer. 1,2 miljoner soldater hade dött eller skadats vid slagets slut. 
För att effektivt motverka denna strategi behövdes något som kunde motstå skyttegravskrigsföringens största vapen - taggtråden, och skyttegravarna. 
Resultatet var prototypen Mark I, utvecklad av den brittiska flottan och landskeppskommittén på order av Winston Churchill. Med ett förstärkt skal och en 105-hästkrafters motor var den tillräckligt stark för att penetrera samt röja undan taggtrådsfält, och med sin unika rombliknande form och låga tyngdpunkt kunde den ta sig över skyttegravar.
Mark I var testad i slaget vid Somme och dess framgång och potential väckte intresset hos General Haig, som beställde 1000 nya stridsvagnar. De kom sedan att bli Mark IV-modellen. Viss förvirring rådde dock kring beställningen, och slutresultatet landade på 1400 stridsvagnar, varav:
- 162 Avbeställda
- 420 Hane - med kanoner
- 595 Hona - med kulsprutor
- 205 utan beväpning - traktorsarbete, resursleveranser
- 11 Experimentella
- 63 Överskott

Av de 1220 Tank Mark IV som byggdes var således endast 1155 tillgängliga för strids- eller träningssyften.

## Design
Stridsvagnsbesättningen arbetade under väldigt dåliga arbetsförhållanden. Även om avgaserna och ljudnivån förbättrats sedan Mark I var det fortfarande väldigt illa. Besättningen satt i stridsvagnen bredvid en fullt blottad motor vilket gav upphov till mycket höga temperaturer, ljudnivåer och stora mängder avgaser. Att soldater blev sjuka efter en längre vistelse i stridsvagnen var mycket vanligt.

## Strider

### Slaget/Striden vid Cambrai

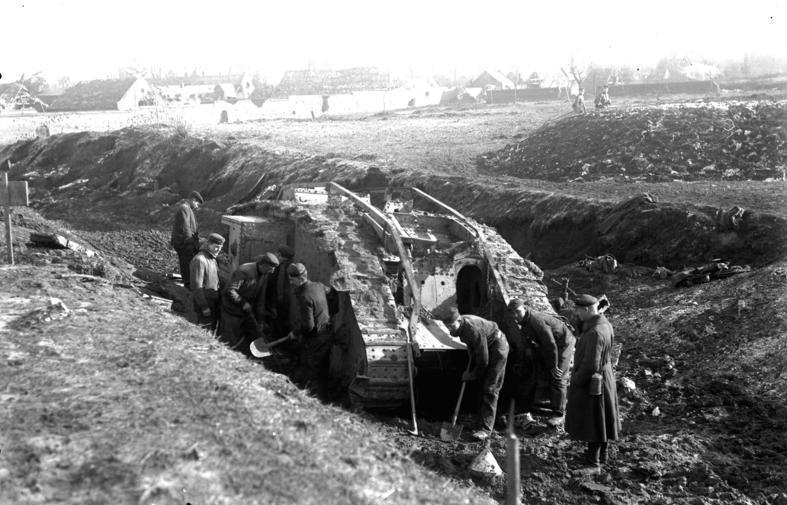
Utslagen Tank Mark IV under slaget vid Cambrai

Slaget vid Cambrai var det första slaget där stridsvagnar användes i stor skala, och där striden planerades kring den. 378 stridsvagnar ur tre brigader deltog i striderna.
Hindenburglinjen var ett starkt fäste för tyskarna, och att bryta sig igenom den var av stor strategisk vikt för de brittiska trupperna. För att göra detta tänkte man använda en ny typ av krigföring med hjälp av den nya uppfinningen stridsvagnen. Taktiken gick ut på att infanteri och stridsvagnar avancerade samtidigt, med understöd från artilleri och att flyget snabbt överrumplade tyskarna och att man därigenom kunde överta defensiva positioner som hus och skyttegravar.
För att göra det behövde man ett slagfält som passade stridsvagnarna bra. Man valde Cambrai eftersom området hade lätt kuperad terräng som kunde ge skydd åt infanteri, den var inte påverkad av tidigare bataljer, och flankerna täcktes av två floder med 7–10 km mellanrum. Cambrai var visserligen den bäst försvarade delen av Hindenburglinjen med fyra skyttegravslinjer, men det skulle enligt strategin verka till britternas fördel då tyskarna inte förväntade sig en attack och därmed var dåligt förberedda.
Klockan 06:20 öppnade det brittiska artilleriet eld från sina dolda positioner och den första vågen av infanteri och stridsvagnar avancerade. Det brittiska anfallet hade mer än 1000 artilleripjäser, nästan 300 flygplan, 5 kavalleridivisioner och 378 stridsvagnar, medan det tyska försvaret hade endast tre infanteridivisioner.
Anfallet blev en stor succé för britterna med minimala förluster och den första skyttegravslinjen togs utan stora svårigheter. Bortsett från den brittiska överlägsenheten i militär styrka var den psykologiska faktorn en bidragande effekt till vinsten. Tyskarna som aldrig sett en stridsvagn, och definitivt inte i stort antal, visste inte vad de skulle göra och kapitulerade. Britterna tog över 9 000 tyska fångar under slaget vid Cambrai.
Efter den första dagen var dock inte anfallet lika framgångsrikt. 
- Dålig kommunikation mellan kavalleriet och infanteriet/pansaret,
- kritiserade beslut av General Harper på den västra fronten,
- en snabb mobilisering av nytt tyskt försvar och
- större anpassning till brittiskt pansar genom pansarbrytande skott och mobilt artilleri

gjorde att tyskarna lyckades få kontroll över situationen. De starka vibrationerna när Tank Mark IV rörde på sig gjorde att man inte kunde sikta med periskopet och därmed blev de tyska mobila artillerienheterna förödande för den brittiska framfarten. Stod stridsvagnen stilla var den ett enkelt mål, rörde den på sig var den värdelös som vapen.
I det stora hela slutade bataljerna med ungefär 45 000 förluster på båda sidor.
Slaget fungerade dock som ett bevis för stridsvagnens förmåga i strid. Tyskarna som hade lyckats få tag på runt 100 övergivna stridsvagnar fascinerades av teknologin, och ledde till att de utvecklade en egen stridsvagn; A7V.

### Andra slaget om Villers-Bretonneux

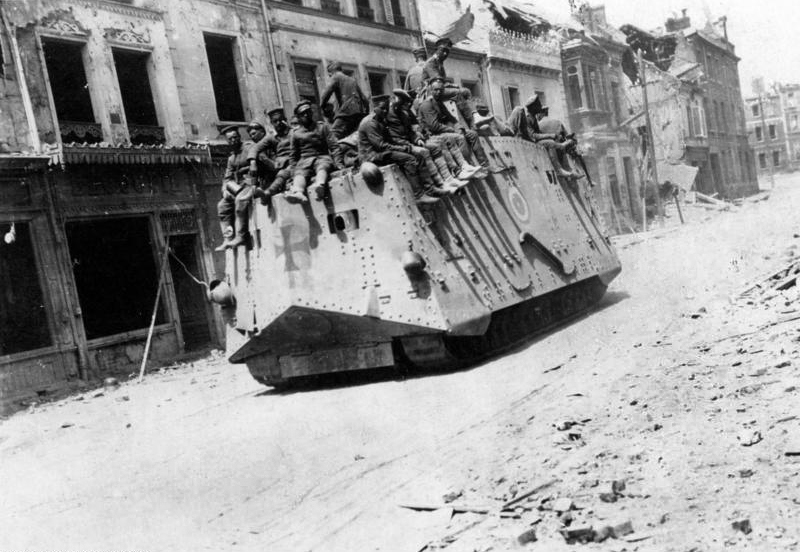
Tysk A7V

1918 hade tyskarna utvecklat en egen stridsvagn som svar på Tank Mark IV; A7V. Den användes för första gången under det andra slaget om Villers-Bretonneux. Med 13 exemplar i anfallet var det det största tyska stridsvagnsanfallet dittills. Det var också den första stridsvagn mot stridsvagn-striden, när de brittiska Tank Mark IV mötte de tyska A7V.

## Efterkrigstiden
Ungefär samtidigt som slaget vid Cambrai pågick hade två Tank Mark IV deltagit i borgmästarens show i London. De blev snabbt populära och för att dra nytta av det turnerade stridsvagnarna runt om i England, något som drog in en hel del pengar till försvaret.
Det gjorde att när Tank Mark IV blev förlegad av den nya Mark V-modellen gavs de gamla ut som gåvor. Bland de som fick stridsvagnar inkluderas specifikt framgångsrika engelska kommuner, fabriker som tillverkat stridsvagnar och USA. Byn Cambrai fick också ett eget exemplar, för att symbolisera den stora effekt stridsvagnen hade vid slaget om Cambrai.